# Kubai varjú
A kubai varjú (Corvus nasicus) a madarak osztályának verébalakúak (Passeriformes) rendjébe és a varjúfélék (Corvidae) családjába tartozó faj.

## Rendszerezése
A fajt Coenraad Jacob Temminck holland arisztokrata és zoológus írta le 1826-ban.

## Előfordulása
Kuba és a Turks- és Caicos-szigetek területén honos. Természetes élőhelyei a szubtrópusi vagy trópusi síkvidéki és hegyi esőerdők, valamint szántóföldek, másodlagos erdők, vidéki kertek és városi régiók. Állandó, nem vonuló faj.

## Megjelenése
Testhossza 42 centiméter, testtömege 330-510 gramm.

## Természetvédelmi helyzete
Az elterjedési területe elég nagy, egyedszáma pedig stabil. A Természetvédelmi Világszövetség Vörös listáján nem fenyegetett fajként szerepel.